# Comète de 674 av. J.-C.
La comète de 674 av. J.-C. est la plus ancienne des comètes dont l'observation nous est parvenue par une source archéologique fiable,,.
Deux références à la comète ont été identifiées par l'assyriologue autrichien Hermann Hunger lors d'une étude de tablettes babyloniennes en pierre conservées au British Museum. Hunger a publié sa découverte en 1992.

## Témoignages
Le babylonien Bẽl-lẽ'i a écrit la première référence qui énonce :
« Si une comète devient visible dans le chemin des étoiles d'Anu : il y aura une chute d'Élam dans la bataille ».
Le babylonien Ašaredu (Asharédou) le Jeune a écrit la seconde.